# Cara Black
Cara Black (født 17. februar 1979 i Harare i Zimbabwe) er en professionel kvindelig tennisspiller.
Black har vundet fire Grand Slam-titler i double og to i mixed-double.

## Grand Slam-titler
- French Open:
  - Mixed double 2002 (sammen med sin bror Wayne Black)

- Wimbledon:
  - Double damer 2004 (sammen med Rennae Stubbs)
  - Mixed double 2004 (sammen med sin bror Wayne Black)
  - Double damer 2005 (sammen med Liezel Huber)
  - Double damer 2007 (sammen med Liezel Huber)

- Australian Open:
  - Double damer 2007 (sammen med Liezel Huber)